# Skjálfandi
Skjálfandi (isl. "trzęsąca się, drżąca zatoka") – zatoka w północnej Islandii, między półwyspami Tjörnes i Flateyjarskagi. Ma około 30 km szerokości i 25 km długości. W zatoce położone są dwie wyspy: Flatey (w północno-zachodniej części) i Lundey (we wschodniej części). Do zatoki uchodzą następujące ważniejsze rzeki (idąc od zachodu): Dalsá (na półwyspie Flateyjarskagi), Skjálfandafljót i Laxá í Aðaldal. Zachodnie wybrzeże zatoki jest górzyste i trudno dostępne. Wschodnim wybrzeżem, nad którym zlokalizowana jest jedyna większa miejscowość nad zatoką - miasto Húsavík (2,2 tys. mieszk., 2015) - biegnie droga nr 85.
Jej nazwa jest związana prawdopodobnie z położonym pod nią obszarem podwyższonej aktywności sejsmicznej i wulkanicznej zwanym strefą szczelin Tjörnes (Tjörnes Fracture Zone).